# Техникумовский
Те́хникумовский — посёлок в Глазуновском районе Орловской области России. Входит в состав Краснослободского сельского поселения.

## География
Посёлок находится на расстоянии 4 км к юго-востоку от посёлка городского типа Глазуновка, административного центра района, и 60 км к юго-востоку от города Орёл, административного центра области.

### Часовой пояс
Посёлок Техникумовский, как и вся Орловская область, находится в часовой зоне МСК (московское время). Смещение применяемого времени относительно UTC составляет +3:00.

## Население
| 2010 |
| ---- |
| 445  |

## Инфраструктура
В посёлке действуют детский сад, школа, почтовое отделение, медицинское учреждение, предприятия розничной торговли.

## Достопримечательности
В посёлке находится комплекс бывшей усадьбы Володимировых XIX века.